# محمد المري (لاعب كرة قدم قطري)
محمد المري، لاعب كرة قدم قطري، من مواليد 20 فبراير 1994 . لعب سابقاً مع نادي السيلية .

## روابط خارجية
- محمد المري على موقع Soccerway.com (الإنجليزية)